# Jesús Vélez
Jesús Vélez (Manta, Ecuador, 17 de agosto de 1990) es un futbolista ecuatoriano. Juega de delantero y su equipo actual es el Deportivo Azogues de la Serie B de Ecuador.

## Clubes
| Club                 | País    | Año       |
| -------------------- | ------- | --------- |
| Delfín Sporting Club | Ecuador | 2007      |
| Macará               | Ecuador | 2008      |
| Grecia               | Ecuador | 2008      |
| Macará               | Ecuador | 2009-2010 |
| U.T.E                | Ecuador | 2010      |
| Delfín Sporting Club | Ecuador | 2011      |
| Manta Fútbol Club    | Ecuador | 2012-2014 |
| Aucas                | Ecuador | 2015      |
| Deportivo Azogues    | Ecuador | 2015      |

- Datos: Q5929804